# Campeonato Mundial de Esgrima de 1995
O Campeonato Mundial de Esgrima de 1995 foi a 58ª edição do torneio organizado pela Federação Internacional de Esgrima (FIE) entre 18 de julho a 23 de julho de 1995. O evento foi realizado em Haia, Países Baixos. 

## Resultados
Os resultados foram os seguintes. 
Masculino
| Evento             | Ouro                                                                                  | Prata                                                                                    | Bronze                                                                                |
| Espada individual  | França · Éric Srecki                                                                  | França · Robert Leroux                                                                   | Itália · Sandro Cuomo                                                                 |
| Espada individual  | França · Éric Srecki                                                                  | França · Robert Leroux                                                                   | Colômbia · Mauricio Rivas Nieto                                                       |
| Espada por equipe  | Alemanha · Arnd Schmitt · Michael Flegler · Mariusz Strzalka · Elmar Borrmann         | França · Éric Srecki · Robert Leroux · Jean-Michel Henry · Hugues Obry                   | Hungria · Géza Imre · Iván Kovács · Attila Fekete · Krisztián Kulcsár                 |
| Florete individual | Rússia · Dmitriy Shevchenko                                                           | Espanha · José Francisco Guerra                                                          | Cuba · Elvis Gregory Gil                                                              |
| Florete individual | Rússia · Dmitriy Shevchenko                                                           | Espanha · José Francisco Guerra                                                          | Ucrânia · Sergei Golubitsky                                                           |
| Florete por equipe | Cuba · Elvis Gregory Gil · Roland Tucker Leon · Oscar Garcia Perez · Ignacio Gonzalez | Rússia · Dmitriy Shevchenko · Ilgar Mammadov · Anvar Ibraguimov · Vladislav Pavlovich    | Polónia · Ryszard Sobczak · Piotr Kielpikowski · Jaroslaw Rodzewicz · Adam Krzesinski |
| Sabre individual   | Rússia · Grigory Kiriyenko                                                            | Alemanha · Felix Becker                                                                  | Itália · Luigi Tarantino                                                              |
| Sabre individual   | Rússia · Grigory Kiriyenko                                                            | Alemanha · Felix Becker                                                                  | Itália · Tohni Terenzi                                                                |
| Sabre por equipe   | Itália · Luigi Tarantino · Tohni Terenzi · Raffaello Caserta · Marco Marin            | Rússia · Grigory Kiriyenko · Stanislav Pozdnyakov · Sergey Sharikov · Aleksandr Shirshov | Hungria · György Boros · József Navarrete · Csaba Köves · Bence Szabó                 |

Feminino
| Evento             | Ouro                                                                                    | Prata                                                                                        | Bronze                                                                          |
| Espada individual  | Polónia · Joanna Jakimiuk                                                               | Hungria · Gyöngyi Szalay                                                                     | França · Laura Flessel-Colovic                                                  |
| Espada individual  | Polónia · Joanna Jakimiuk                                                               | Hungria · Gyöngyi Szalay                                                                     | França · Sophie Moressée-Pichot                                                 |
| Espada por equipe  | Hungria · Gyöngyi Szalay · Tímea Nagy · Adrienn Hormay · Mariann Horváth                | França · Laura Flessel-Colovic · Sophie Moressée-Pichot · Valérie Barlois · Sangita Tripathi | Estónia · Maarika Võsu · Merle Esken · Oksana Jermakova · Heidi Rohi            |
| Florete individual | Roménia · Laura Badea                                                                   | Itália · Giovanna Trillini                                                                   | Itália · Valentina Vezzali                                                      |
| Florete individual | Roménia · Laura Badea                                                                   | Itália · Giovanna Trillini                                                                   | Itália · Diana Bianchedi                                                        |
| Florete por equipe | Itália · Giovanna Trillini · Valentina Vezzali · Diana Bianchedi · Francesca Bortolozzi | Roménia · Laura Badea · Claudia Grigorescu · Reka Szabo · Elisabeta Tufan                    | Alemanha · Anja Fichtel-Mauritz · Sabine Bau · Monika Weber · Zita Funkenhauser |

## Quadro de medalhas
| Ordem | País     | Medalha de ouro | Medalha de prata | Medalha de bronze |    |
| ----- | -------- | --------------- | ---------------- | ----------------- | -- |
| 1     | Rússia   | 2               | 2                |                   | 4  |
| 2     | Itália   | 2               | 1                | 5                 | 8  |
| 3     | França   | 1               | 3                | 2                 | 6  |
| 4     | Hungria  | 1               | 1                | 2                 | 4  |
| 5     | Alemanha | 1               | 1                | 1                 | 3  |
| 6     | Roménia  | 1               | 1                |                   | 2  |
| 7     | Cuba     | 1               |                  | 1                 | 2  |
|       | Polónia  | 1               |                  | 1                 | 2  |
| 9     | Espanha  |                 | 1                |                   | 1  |
| 10    | Colômbia |                 |                  | 1                 | 1  |
|       | Estónia  |                 |                  | 1                 | 1  |
|       | Ucrânia  |                 |                  | 1                 | 1  |
| TOTAL | TOTAL    | 10              | 10               | 15                | 35 |